# Honda Marine
Honda Marine — американская компания со штаб-квартирой в Алфаретте, штат Джорджия.

## Описание
Компания Honda Marine, входящая в состав подразделения «Honda's Power Products», специализируется на производстве четырёхтактных подвесных судовых двигателей. Первый судовой двигатель был изготовлен в 1964 году. Многие концепции и технологии двигателей взяты из автомобильных двигателей, применявшихся в популярных автомобилях, таких как Accord и Odyssey. Двигатели BF115, 130 и 150 основаны на 2,4-литровом двигателе K24 VTEC, который применяется в Honda Accord. Двигатели BF200, 225 и 250 основаны на двигателе J35A, который применяется в Pilot, Odyssey и Ridgeline. Гарантия на двигатели составила 5 лет. В 2000-х годах компания Honda распространила технологию VTEC на судовые двигатели. VTEC изменяет подъём и продолжительность открытия впускного клапана, повышает производительность как на низких, так и на высоких оборотах, а также обеспечивает широкую, плоскую кривую крутящего момента и плавную подачу мощности. Двигатели имеют четырёхтактную конструкцию.

## Продукция

### 25—100 л. с. (2019)[2]
| Модель | л. с. | Цилиндров | Клапанный механизм | Объём    | Топливная система              | Генератор переменного тока |
| ------ | ----- | --------- | ------------------ | -------- | ------------------------------ | -------------------------- |
| BF25   | 25    | 3         | SOHC               | 552 см3  | 3 карбюратора                  | 10 ампер                   |
| BF30   | 30    | 3         | SOHC               | 552 см3  | 3 карбюратора                  | 10 ампер                   |
| BF40   | 40    | 3         | SOHC               | 808 см3  | Программируемый впрыск топлива | 22 ампер                   |
| BF50   | 50    | 3         | SOHC               | 808 см3  | Программируемый впрыск топлива | 22 ампер                   |
| BF60   | 60    | 3         | SOHC               | 998 см3  | Программируемый впрыск топлива | 22 ампер                   |
| BFP60  | 60    | 3         | SOHC               | 998 см3  | Программируемый впрыск топлива | 27 ампер                   |
| BF75   | 75    | 4         | SOHC               | 1496 см3 | Программируемый впрыск топлива | 44 ампер                   |
| BF90   | 90    | 4         | SOHC               | 1496 см3 | Программируемый впрыск топлива | 44 ампер                   |
| BF100  | 100   | 4         | SOHC               | 1496 см3 | Программируемый впрыск топлива | 44 ампер                   |

### 115—250 л. с. (2019)[3]
| Модель | л. с. | Цилиндров | Клапанный механизм | Объём    | Топливная система              | Генератор переменного тока |
| ------ | ----- | --------- | ------------------ | -------- | ------------------------------ | -------------------------- |
| BF115  | 115   | 4         | DOHC               | 2354 см3 | Программируемый впрыск топлива | 55 ампер                   |
| BF135  | 135   | 4         | DOHC               | 2354 см3 | Программируемый впрыск топлива | 51 ампер                   |
| BF150  | 150   | 4         | DOHC               | 2354 см3 | Программируемый впрыск топлива | 51 ампер                   |
| BF200  | 200   | V6        | SOHC               | 3583 см3 | Программируемый впрыск топлива | 90 ампер                   |
| BF225  | 225   | V6        | SOHC               | 3583 см3 | Программируемый впрыск топлива | 90 ампер                   |
| BF250  | 250   | V6        | SOHC               | 3583 см3 | Программируемый впрыск топлива | 90 ампер                   |
| BF350  | 350   | V8        | SOHC               | 4952 см3 | Программируемый впрыск топлива | 93 ампер                   |